# Richard B. Spencer
Richard Bertrand Spencer (Boston, 11 maggio 1978) è un giornalista e politico statunitense di orientamento neonazista, leader di spicco e fondatore della corrente politica denominata alt-right, nonché rappresentante del movimento identitario e del nazionalismo bianco e portavoce di teorie del complotto antisemite e razziste. Ha sostenuto dal 2016 il suprematismo bianco e, sebbene lui abbia sempre rifiutato di definirsi esplicitamente neonazista o nazionalsocialista, è ritenuto un membro di questa ideologia.

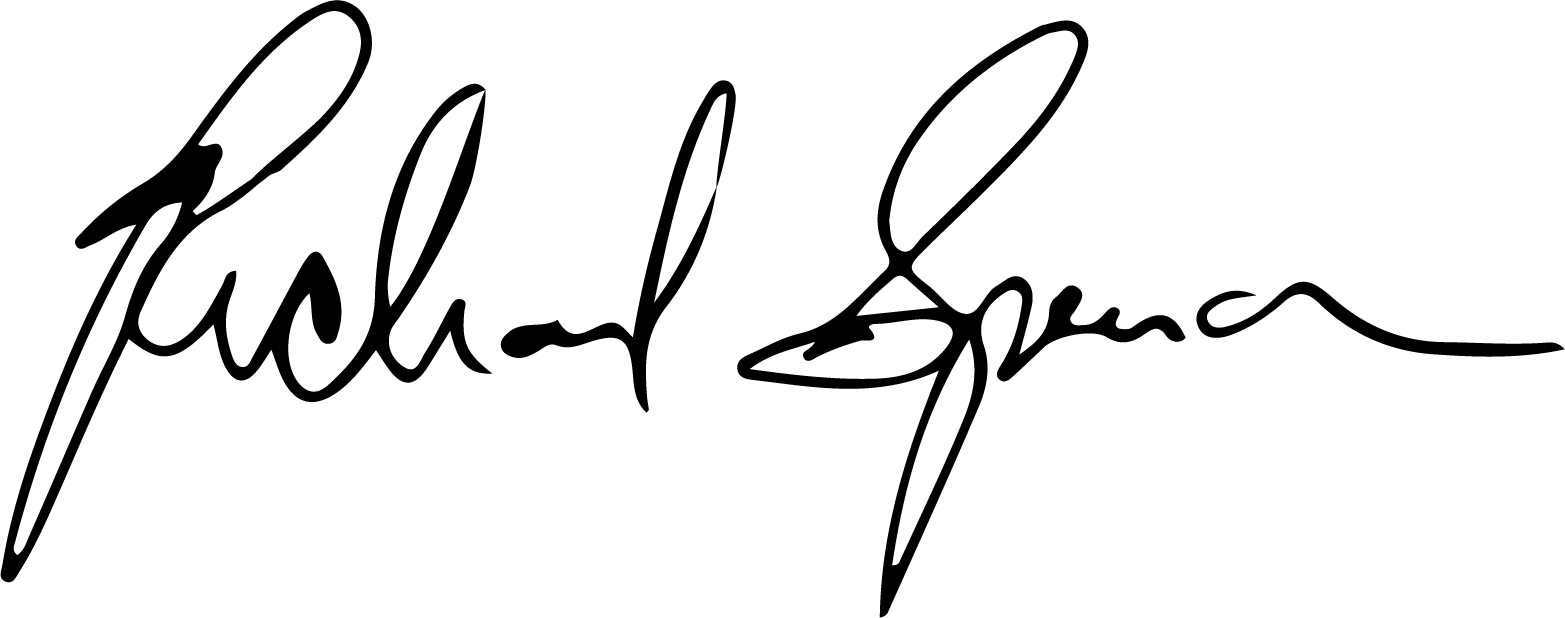
Firma

Spencer ha appoggiato apertamente l'idea di una "patria ariana" per i bianchi e di una "pulizia etnica pacifica" dell'Occidente per realizzare un etnostato bianco sovranazionale e non sovranista, in America del Nord e in Europa. È vicino alle idee del nazionalismo europeo. Inizialmente un forte sostenitore di Donald Trump, né è divenuto in seguito un convinto oppositore, a causa della politiche trumpiste specialmente in relazione allo stato d'Israele e al rapporto con l'Europa.
È direttore dei think tank di estrema destra National Policy Institute e Washington Summit Publishers e dirige il giornale online collegato Radix Journal. Nel 2022 ha dichiarato di essere divenuto un moderato, pur continuando però a dirigere la testata ed essere attivo nella stessa area. Sostiene da allora posizioni di  europeismo, atlantismo, eurocentrismo, occidentalismo (ma avverso al neoconservatorismo e all'alt-lite) e di sostegno all'Ucraina contro l'invasione russa (dopo aver sostenuto precedentemente posizioni filorusse).

## Biografia
Richard Spencer è nato a Boston (Massachusetts), figlio di un medico oftalmologo, Rand Spencer, e di una pittrice, artista e socialite, Sherry Spencer, nata Dickenhorst, la cui famiglia era proprietaria di piantagioni di cotone in Louisiana, ma è cresciuto in Texas e Virginia, e in seguito ha vissuto in Montana e nuovamente in Texas.
Spencer si è laureato (2001-2003) presso l'Università della Virginia in discipline umanistiche, in seguito ha conseguito una seconda laurea in letteratura inglese all'Università di Chicago e ha ottenuto un dottorato di ricerca (PhD) in studi europei presso l'Università Duke.

### Destra alternativa
Da marzo a dicembre 2007 ha collaborato con il The American Conservative, ma è costretto a lasciare il giornale per le sue idee troppo estreme. Dal gennaio 2008 al dicembre 2009 è stato direttore esecutivo del Taki's Magazine.
Nel 2010 ha creato il sito web AlternativeRight.com, che appoggiava l'ideale del nazionalismo bianco.
Nel 2011 Spencer è diventato direttore esecutivo del Washington Summit Publisher. Nello stesso anno è diventato Presidente e direttore del think tank National Policy Institute, con sede ad Alexandria, in Virginia. È anche direttore di Radix Journal.

### La campagna presidenziale di Trump
Nel 2016 si è segnalato per il suo forte sostegno al candidato indipendente del Partito Repubblicano, poi eletto Presidente, Donald Trump, che in seguito però ha criticato pesantemente. Dopo le elezioni presidenziali statunitensi del 2016, Spencer e il suo gruppo politico hanno fatto parlare molto di sé per un comportamento assunto durante i festeggiamenti per la vittoria di Trump, in particolare quando Spencer, durante un raduno post-elettorale nei pressi della Casa Bianca, esultò esclamando "Heil Trump, heil our people, heil victory", a cui un gruppo di partecipanti rispose con il saluto nazista.

## Posizioni politiche
Spencer è registrato come elettore indipendente.

### Identità bianca e accuse di neonazismo
(Conferenza del novembre 2016)
Richard Spencer si definisce un identitario/nativista, ed è presidente del National Policy Institute, un think tank che appoggia l'ideologia del nazionalismo bianco, e del Washington Summit Publishers. Ha coniato il termine "Alt-right", un movimento che considera incentrato sull'identità bianca. 
Non si definisce esplicitamente fascista o nazista, anche se ha detto di apprezzare la figura di George Lincoln Rockwell, il fondatore del Partito Nazista Americano. Quando in un'intervista gli venne chiesto se condanni moralmente il Ku Klux Klan e Adolf Hitler, Spencer rifiutò di rispondere esplicitamente ritenendo che fosse una provocazione dicendo: "Non ho intenzione di giocare a questo gioco", e sostenendo anche che per lui Hitler è una semplice "figura storica" che aveva "fatto cose che penso siano spregevoli", senza però spiegare apertamente a quali cose si stesse riferendo.
Malgrado le varie accuse di razzismo e apologia del fascismo per le sue innumerevoli dichiarazioni razziste, Spencer ha negato più volte di appartenere a gruppi neonazisti. Spesso viene definito come un neonazista isolato e un suprematista bianco dagli avversari politici e da gruppi come Anti-Defamation League e Southern Poverty Law Center, sebbene abbia numerose volte rigettato queste etichette in favore di quelle di identitario e nazionalista bianco.
(Richard Spencer, intervista del 21 gennaio 2017)
Molti giornalisti e politologi lo considerano comunque un esponente dell'area neofascista o neonazista.
Spencer, che durante i suoi discorsi ricorre spesso a termini riconducibili alla propaganda nazista e alle sue tematiche (ad esempio definisce la stampa avversaria lügenpresse, cioè "stampa bugiarda", e ha definito la vittoria di Trump "la vittoria della volontà", riprendendo il titolo del film di Leni Riefenstahl sul Partito nazista Il trionfo della volontà), difese questo comportamento affermando essere dovuto a "spirito di ironia ed esuberanza". Ha fatto discorsi con terminologie legate all'antisemitismo (ad esempio ha detto che a suo parere "gli ebrei sono troppo rappresentati" a livello pubblico), sostenendo secondo gli analisti politici la teoria del complotto giudaico moderna nella forma del neoantisemitismo mescolato con antisionismo, teorie cospirative sui Rothschild e su George Soros, o sui legami segreti tra il Mossad di Israele, la CIA americana e l'Arabia Saudita (storica alleata degli USA accusata degli attentati dell'11 settembre 2001 anche da Trump), i temi antisemiti del nazionalsocialismo, del neonazismo, come supportati da leader di paesi musulmani e da autori del passato (Henry Ford, Louis-Ferdinand Céline, Richard Wagner, Houston Stewart Chamberlain e i Protocolli dei Savi di Sion). Sostiene la teoria del complotto sul genocidio bianco, dei boeri sudafricani, e quella sul piano Kalergi, o che ci sia un montante razzismo anti-bianco fatto di stereotipi principalmente diretti sui maschi bianchi eterosessuali.
Oltre che posizioni antisemite, ha manifestato ondivaghi atteggiamenti anti-slavi, contro gli asiatici e sinofobi (alternati a lodi per la loro organizzazione e unione razziale) e islamofobi diretti contro i sunniti, con simpatia verso gli sciiti.

#### Etnostato
(Richard B. Spencer)
Viene indicato come uno leader dei nazionalisti bianchi e sostiene l'idea di una patria ariana per la razza bianca e chiede una pulizia etnica pacifica per fermare la decostruzione della civiltà occidentale.
Secondo Spencer le forme di separatismo razziale interno, come l'apartheid prima dei bantustan, e specialmente la schiavitù come era un tempo presente in USA andrebbero anch'esse rifiutate, poiché portano al conflitto etnico, in favore dell'etnostato bianco in Nordamerica ed Europa, e i non bianchi dovrebbero in maggioranza essere spinti a migrare altrove in maniera non violenta, come avvenne per molti popoli dopo la prima guerra mondiale nel continente europeo (1919). Tuttavia ha affermato che ad Haiti sarebbe auspicabile che i neri diventassero nuovamente schiavi dei bianchi in sintonia con alcune dichiarazioni di Trump nel 2016.

Per quanto riguarda Stati Uniti e Canada Spencer ha espresso la volontà che diventino la principale patria bianca dell'America nordica, una sorta di "Israele ariano":
L'etnostato dei bianchi è da lui definito come l'equivalente della tipologia statale sionista ebraica per gli "ariani" ("consideratemi un sionista bianco, voglio solo un posto sicuro per la mia gente, come voi ebrei avete Israele", ha detto).
Come l'ex capo del Ku Klux Klan della Louisiana David Duke, Spencer è un sostenitore del razzialismo, anziché del semplice razzismo, ossia la necessità dei bianchi di vivere separati dalle altre etnie, e che ciò aiuterà anche le etnie africane a svilupparsi. Spencer apprezza lo slogan suprematista definito quattordici parole, creato dal neonazista David Lane (mentre era incarcerato) assieme ai cosiddetti 88 precetti e a numerose opere sul cosiddetto "genocidio bianco" e il razzismo contro i bianchi; Spencer ha detto che avrebbe voluto caratterizzare l'alt-right come un movimento "1488" (14/88 è il modo in cui i neonazisti abbreviano il riferimento alle quattordici parole e agli ottantotto precetti, oltre al fatto che il numero 88, essendo la H l'ottava lettera dell'alfabeto latino e inglese, è simboleggiante la frase "Heil Hitler", abbreviata in HH).

### Anti-etnonazionalismo e visione sull'Europa
La sua visione di politica estera si basa su quella di Francis Parker Yockey, filosofo e giurista statunitense di ideologia neofascista, filonazista e pan-europeista e sul progetto nazional-europeista di Oswald Mosley e di gruppi come Jeune Europe di Jean Thiriart. 
Egli si oppone sia all'etnonazionalismo particolarista di buona parte del movimento sovranista (sostenuto ad esempio da Steve Bannon) sia alla società multietnica globale. Come Bannon, ha dichiarato di apprezzare il filosofo tradizionalista italiano Julius Evola, vicino al fascismo e al nazionalsocialismo, anche lui mai favorevole al patriottismo di stampo statale-nazionale ma incentrato sulle dottrine etniche e sulla rinascita di un impero "sovranazionale": in alcuni articoli Spencer lo ha elogiato e definito Evola "uno degli uomini più affascinanti del XX secolo" Inoltre si ispira a Carl Schmitt.
Spencer ha detto di non apprezzare particolarmente né l'egemonismo statunitense né l'euroscetticismo ("sono altamente scettico sugli euroscettici") e le divisioni tra i popoli europei, proprio per le conseguenze a suo dire dannose a cui la fine dell'Unione europea esporrebbe i bianchi d'Europa divisi a confronto delle superpotenze come la Cina e gli USA multietnici, o rispetto all'Africa.
Come molti suprematisti e persone ritenute di estrema destra (es. il citato Duke o il teorico cospirativo Lyndon LaRouche) apprezza alcuni aspetti della Russia di Vladimir Putin (ufficialmente anti-neonazista per motivi storici e patriottici) e l'ha definita come "l'unica potenza bianca del mondo"; come sostenitore del nazionalismo europeo, si è schierato però contro la Russia e dalla parte della UE e dell'Ucraina nella guerra e invasione del 2022.
Spencer è stato favorevole all'uscita degli Stati Uniti dalla NATO, al non-interventismo, al protezionismo e a un isolazionismo diretto verso i paesi non bianchi, comprendendo anche i latinoamericani. In seguito è diventato però un sostenitore convinto dell'Alleanza Atlantica, e il simbolo della NATO campeggia sui propri profili social.
In relazione ai bianchi come europoidi, si riferisce a sé stesso come "un europeo", sostenitore di un pan-europeismo etnico, dai critici accostato a quello portato avanti dalla Germania nazista e dalle Potenze dell'Asse, o in maniera diversa, a quello sostenuto dalla Nuova Destra francese negli anni '70 e '80, ossia un federalismo nazionalista europeo avverso allo sciovinismo nazionalista, ma incentrato su un agglomerato etnico, portato avanti da alcuni gruppi europei di Skinhead 88. Per questo ci sono stati attriti tra Spencer ed esponenti del sovranismo e del populismo di destra europei, come Nigel Farage e Viktor Orbán.
Per diversi motivi, 26 paesi europei hanno negato il visto d'ingresso e dichiarato Spencer persona non grata per 5 anni nel 2018.
Spencer è stato anche bannato da Facebook e YouTube, e ha dismesso i siti internet precedenti. L'unico suo canale ufficiale di comunicazione attivo è il suo profilo Twitter, assieme al giornale online Radix Journal, e alcuni social media minori.

### Antifemminismo e opposizione al matrimonio gay
Il giornalista, come molti dell'alt-right, è anche antifemminista e contrario al matrimonio omosessuale ma anche oppositore dell'omofobia diretta verso singole persone gay.
Durante le elezioni presidenziali del 2016, Spencer ha twittato che alle donne non dovrebbe essere permesso di fare politica estera. Ha anche affermato in un'intervista al Washington Post che la sua visione dell'America come uno stato etnico bianco include il ritorno delle donne ai ruoli di genere tradizionali di madri e casalinghe. Nell'ottobre 2017, quando gli è stato chiesto il suo parere sul diritto di voto delle donne americane, ha detto: "Non penso necessariamente che sia una cosa grandiosa" dopo aver affermato di non essere "terribilmente entusiasta" del voto in generale. Dopo l'abbandono dei repubblicani MAGA e il suo appoggio pubblico a Kamala Harris nel 2024, ha detto: "Le donne in media sono intelligenti quanto gli uomini, se non più intelligenti degli uomini in media... Ho totale fiducia in Harris e nella sua amministrazione come amministratori competenti. Questo non è mai stato un vero problema".

### Libertarianismo e socialismo
Nel 2004 votò per il democratico John Kerry contro George W. Bush, poiché contrario alla guerra in Iraq, in seguito ha sostenuto il candidato repubblicano libertariano Ron Paul per alcune sue posizioni (esempio libertà di parola e libertà di stampa, anche per l'estrema destra, abolizione dello ius soli e isolazionismo), ma poi ha abbandonato l'ideologia libertarian (libertarismo di destra, anarco-capitalismo, agorismo, paleolibertarianismo) ritenendola incompatibile col nazionalismo bianco (in quarto porterebbe i neri ricchi ad avere potere sui bianchi poveri), ed oggi è favorevole ad una sanità pubblica universalistica sul modello canadese, con l'estensione di Medicare a chiunque (c.d. single-payer health care) ritenendo sia la forma migliore per tutelare la salute degli americani bianchi.
Si professa esplicitamente vicino all'anticapitalismo della terza via fascista, una sorta di socialismo nazionale bianco, e contrario alla globalizzazione del mercato e della circolazione che metterebbe in contatto le diverse razze. Secondo alcuni si sarebbe appropriato di termini e retorica del classico socialismo non marxista (come la critica alle multinazionali) ma in chiave etnica, come nel rossobrunismo europeo e con una sorta di "gramscismo" di destra alternativa che sostituisca il "marxismo culturale". Storicamente questa posizione economica può avvicinarsi a certe idee del nazionalismo di sinistra, della sinistra nazionalsocialista epurata dallo NSDAP con l'ascesa al potere e la notte dei lunghi coltelli (Otto Strasser, Gregor Strasser, Ernst Röhm), al fascismo di sinistra "intransigente" e alle idee socializzanti del primo e dell'ultimo Mussolini; la testata The Guardian ha coniato il termine socialismo fascist-style (calco di socialismo Chavez-style), ossia una forte ostilità al capitalismo sfrenato unita ad un profondo razzismo.

### Religione e temi etici
Spencer è dichiaratamente ateo, con posizioni moderatamente ispirate da Friedrich Nietzsche, ma riconosce un ruolo civile alla religione cristiana come supporto dell'identità delle popolazioni bianche dove viene praticata in maggioranza, come l'Europa dell'Est. Le sue pubblicazioni hanno però promosso anche il neopaganesimo e lui si stesso si è definito occasionalmente "culturalmente cristiano". Spencer alterna ciò a sarcasmi e battute antireligiose rivolte spesso alla destra evangelica che sosteneva George W. Bush, agli ebrei, ai musulmani, alla Chiesa cattolica e ai cristiani in genere, in particolare dirette contro il creazionismo (ma anche contro l'origine africana dell'uomo propugnata dal neodarwinismo al posto del poligenismo ottocentesco e illuminista), il richiamo a Dio e la preghiera pubblica cari a buona parte di Repubblicani come lo speaker radiofonico conservatore Rush Limbaugh, ma ha criticato anche esponenti di alt-right per la loro religiosità esibita. Egli si riferisce ai moderati di alt-right come alt-light e spregiativamente chiama i conservatori religiosi cuckservative, in riferimento al termine sessuale "cuck", e avversa anche il neoconservatorismo. Tutta condivide con queste correnti un certo sciovinismo occidentale.

A differenza di altri elementi di estrema destra, non è contrario alle bevande alcoliche e ha fatto inizialmente intendere di non essere contro la pornografia, almeno secondo alcune interpretazioni fatte dai detrattori della destra conservatrice che lo hanno definito "deep state agent" e troll di internet, in relazione a ciò e a certe sue posizioni ondivaghe sulla politica estera ed interna; in realtà Spencer si limitò ad apprezzare l'erotismo degli Hentai giapponesi, facendo anche una battuta secondo cui gli anime hanno contribuito a far avanzare la civiltà "europea" più dei Repubblicani americani; gli avversari lo hanno tacciato di difendere implicitamente la pornografia minorile (in riferimento al genere di manga-anime lolicon) anche per una sua risposta ad una domanda su come prevenire la pedofilia:
 Questo nonostante un suo successivo litigio a distanza con Milo Yiannopoulos, cattolico "ex-omosessuale" di alt-right e le sue vedute pro-pederastia.
Riguardo alla pornografia reale Spencer ha espresso poi idea opposta in un tweet, contraria ad essa, forse a causa della diffusione della pornografia interrazziale. Prima del matrimonio, a Spencer sono state attribuite diverse relazioni con giovani donne di origine asiatica, una cosa abbastanza diffusa tra gli esponenti alt-right che contrasta col loro forte nazionalismo bianco.
Spencer non è contro l'accesso pubblico legale all'aborto volontario in linea di massima, secondo lui è una pratica utile come mezzo di controllo delle nascite dei non bianchi più prolifici (e che ne fanno più ricorso), ed è a favore dell'aborto eugenetico.
Richard Spencer è inoltre favorevole alla prostituzione legale in apposite case di tolleranza, in particolare vorrebbe che gli Stati Uniti importassero il modello tedesco.

### Rottura con Trump e i Repubblicani MAGA
Dopo l'iniziale sostegno a Trump (di cui disse nel 2016 "noi abbiamo con lui una speciale connessione psichica"), è tornato su posizioni di forte critica verso i due partiti maggiori Democratico e Repubblicano (sostenuto dalla maggioranza dell'alt-right), ma anche al Libertarian Party (il più grosso dei piccolissimi partiti di minoranza, di orientamento anarcocapitalista), dichiarandosi estraneo alla dialettica politica mainstream.
Nel 2020 ha interrotto definitivamente il sostegno a Trump (non votandolo più alle elezioni presidenziali di novembre, in cui perse contro il democratico Joe Biden), già criticato dal 2018 in poi, ad esempio per l'intervento contro la Siria e contro Bashar al-Assad (Spencer ha talvolta affermato di considerare i siriani come bianchi affini agli europei, sostenendo posizioni vagamente panarianiste), per aver riconosciuto ufficialmente Gerusalemme come capitale d'Israele, accusandolo di "tradimento" del popolo bianco che lo ha votato, in favore delle élite, della lobby ebraica e israeliana, e per aver fatto uccidere il generale iraniano Qasem Soleimani da un drone in Iraq.
Secondo Spencer "il momento MAGA/Alt-Right è finito. Ho commesso degli errori; Trump è un evidente disastro; ma soprattutto il paradigma conteneva difetti che oggi siamo in grado di percepire. E deve finire. Quindi siate pazienti. Avremo un'altra giornata al sole. Dobbiamo riprenderci e ritornare in una nuova forma." I responsabili della campagna di Biden ha respinto il suo sostegno.
Nel 2022 ha manifestato apprezzamento per l'ex candidato presidenziale repubblicano Mitt Romney e nel 2024 ha votato per la candidata democratica afroamericana Kamala Harris contro Trump, sostenendo che Harris avesse limitato le influenze woke nella sua campagna e definendola "persona competente".

### Altro
Spencer ha lodato la Cina per la sua coesione etnica e per essere riuscita a contenere con misure drastiche l'epidemia di COVID-19 del 2020, poiché «ha usato tutto il potere dello stato per fermare il Coronavirus» e ha detto di «preferire questo tipo di totalitarismo» d'emergenza alla ricerca dell'«immunità di gregge», in seguito (a differenza di molti oppositori nell'estrema destra) sostenendo la vaccinazione.

### Auto-definizione
Spencer ha spesso contraddetto le sue precedenti dichiarazioni su ciò in cui crede e su come si identifica ideologicamente. In un unico scambio di messaggi nel 2022, ha detto a una giornalista del sito web femminista Jezebel che "non si identifica più come nazionalista bianco". Nel giugno 2022, si è descritto su Bumble come "politicamente moderato", pur continuando al 2024 ad avere rapporti con siti e gruppi di estrema destra, a dirigere Radix Journal, e postando sul proprio account Twitter commenti e immagini favorevoli alla "civiltà bianca", nonché attacchi ai conservatori e al movimento MAGA trumpista.

## Controversie

### Scontri alle sue manifestazioni
Molte sue manifestazioni sono terminate con scontri, ad esempio nel 2017 un uomo ha sparato un colpo di fucile contro sostenitori di Spencer. Nel 2017 ha partecipato con molti altri leader di destra, alla marcia Unite the Right rally, dove ha tenuto un discorso, manifestazione culminata nei gravi scontri di Charlottesville, nei quali una donna che marciava in un corteo avversario ha perso la vita. Nel 2019 alcuni partecipanti ad un suo comizio sono stati arrestati per possesso illegale di armi da fuoco. Spencer ha rigettato le accuse di incitare alla violenza e condannato questi episodi.
Due anni dopo viene diffuso da Milo Yannopoulos un audio registrato il giorno dopo la manifestazione, in cui uno Spencer alterato (ma lui ha negato che la voce sia sua) pronuncia invettive e insulti contro "giudei", afroamericani e "meticci".

### Divieto d'ingresso in Europa
A causa dei suoi legami col nazionalismo bianco e delle presunte simpatie neonaziste, Richard Spencer ha ricevuto un divieto d'ingresso da 26 paesi europei, a cominciare dal Regno Unito e in seguito un blocco temporaneo di 5 anni (2018) anche verso altri paesi dell'Unione europea (area Schengen, ma anche paesi sovranisti di destra come l'Ungheria e la Polonia, questi ultimi infastiditi dalla retorica anti-slava talvolta usata dal leader identitario e dal suo anti-sovranismo), Russia e Islanda (2018).

#### Procedimenti giudiziari in sede civile
Il 22 giugno 2020, il giudice federale che presiedeva una causa per i diritti civili scaturita dalle violenze alla manifestazione Unite the Right nel 2017, ha consentito all'avvocato di Spencer, John DiNucci, di ritirarsi dal caso, sulla base del fatto che Spencer doveva a DiNucci un importo significativo in spese legali, e inoltre non ha collaborato con lui nella preparazione del caso. Spencer decise di difendersi da solo. Al momento del ritiro di DiNucci, Spencer potrebbe essere sottoposto ad una multa di 500 dollari e due settimane in una prigione della contea del Montana se non paga più di 60.000 dollari che deve al rappresentante giudiziario che rappresenta gli interessi dei suoi figli nel procedimento di divorzio.
Il giudice ha quantificato i danni della manifestazione Unite the Right Rally in 25 milioni di dollari, e Spencer è stato condannato a risarcire 700.000 dollari allo Stato. Ha presentato appello contro la sentenza.

### Aggressioni
Nello stesso giorno dell'inaugurazione presidenziale, mentre stava rilasciando un'intervista televisiva per strada a Washington, è stato colpito con un pugno in faccia da un uomo.

### Causa di divorzio
Spencer ha due figli, ed è stato sposato con l'attrice, influencer di destra e blogger russo-canadese Nina Kouprianova (nota anche con lo pseudonimo Nina Byzantina), traduttrice di alcune opere del filosofo ultranazionalista russo Alexander Dugin (da cui Spencer ha preso poi le distanze) e auto-definitasi "leader dei troll del Cremlino", dal 2010 al 2018. La moglie si è separata da lui nell'ottobre 2018, mentre era incinta di nove mesi, accusandolo, con un affidavit presentato durante la causa di divorzio, di abusi fisici e psicologici, di minacce, di tenere una pistola sul comodino in presenza della figlia piccola e di uso eccessivo di alcol, oltre che di insulti razzisti verso la baby-sitter dei figli, testimone nella causa; ha anche allegato e-mail e messaggi di insulti intercorsi fra loro, in cui al termine di un litigio lui le diceva "di suicidarsi". Kouprianova ha lanciato una raccolta fondi di tipo crowdfunding sul web per supportarsi nella causa di divorzio. Spencer ha ammesso di aver usato parole pesanti di cui si è poi rammaricato, ma ha negato di avere mai usato violenza fisica o aver minacciato l'ex moglie, definendosi "frustrato" per le accuse, dicendo che il modo in cui Kouprianova ha parlato di lui è "una errata caratterizzazione del tipo di persona che sono".
In passato Spencer era stato attaccato da un altro nazionalista bianco, Greg Johnson, che lo accusava di subire troppo l'influenza politica della moglie. Spencer non è stato incriminato, riguardo alle accuse dell'ex consorte.